# Lijst van afleveringen van Law & Order: Special Victims Unit (seizoen 18)
Dit artikel vat het achttiende seizoen van Law & Order: Special Victims Unit samen.

## Hoofdrollen
- Mariska Hargitay - sergeant Olivia Benson
- Kelli Giddish - rechercheur Amanda Rollins
- Ice-T - rechercheur Fin (Odafin) Tutuola
- Peter Scanavino - rechercheur Dominick 'Sonny' Carisi jr.
- Raúl Esparza - assistent-officier van justitie Rafael Barba

## Terugkerende rollen
- Elizabeth Marvel - Rita Calhoun
- Peter Gallagher - William Dodds
- Robert John Burke - hoofd interne zaken Ed Tucker
- Delaney Williams - advocaat John Buchanan
- Lindsay Pulsipher - Kim Rollins
- Jenna Stern - rechter Elana Barth

## Afleveringen
| Aflevering | Titel               | Schrijver                        | Regie                  | Uitzenddatum VS   | Selectie gastrollen |
| --- | ------------------- | -------------------------------- | ---------------------- | ----------------- | --- |
| 1. | Terrorized          | Rick Eid Julie Martin            | Alik Sakharov          | 21 september 2016 | Marc Damon Johnson - FBI agent Dan Conley Thom Bishops - Armin Sidran Yvonna Kopacz Wright - dr. Darby Wilder Natia Dune - Ana Kapic Sharon Washington - rechter Hayes                                                   |
| Brigadier Benson vindt een jongen alleen in Central Park. Dan richt de jongen een wapen op hem. Het SVU-team vindt de ouders van de jongen wanneer zij een geplande terroristische aanslag op Central Park verijdelen. Tijdens de arrestatie door de politie wordt de vader doodgeschoten, en de moeder verklaart hierna dat zij door hem gedwongen werd om mee te helpen, dit door verkrachting over een periode van vijf jaar door haar man en zijn broer. Benson en assistent-officier van justitie Rafael Barba krijgen dan een heftige discussie over de strafeis tegen de moeder. Zij wil Barba dwingen tot het laten kwijtschelden van haar straf maar Barba staat erop dat zij als mededader van de aanslag verantwoordelijk wordt gehouden. Ondertussen beschuldigt adjunct-directeur Dodds Benson ervan medeschuldig te zijn aan de dood van zijn zoon. Uiteindelijk gaat de vrouw akkoord met een deal als Barba de broer voor de verkrachtingen vervolgt teneinde te voorkomen dat deze de voogdij over haar zoontje kan opeisen. De broer wordt echter al door de FBI gearresteerd wegens terroristische activiteiten voor NYPD hem voor de verkrachtingen kan arresteren, en een zus komt het kind ophalen om hem in Bosnië op te voeden. |                     |                                  |                        |                   | |
| 2. | Making a Rapist     | Kevin Fox                        | Michael Pressman       | 28 september 2016 | Kelli Williams - Melanie Harper Alexis Collins - Ashley Harper Cody Kostro - Charlie Dobkins Meredith Handerhan - Marie Dobkins Henry Thomas - Sean Roberts Alok Tewari - dr. Ranjit Singh                               |
| Wanneer de DNA van een zestienjarige oude verkrachting wordt getest, wordt de eerdere veroordeling tot gevangenis van Sean Roberts omgezet in vrijspraak. Een maand na zijn vrijlating wordt de dochter van Seans vermeende slachtoffer verkracht en vermoord gevonden, en de aanwezige bewijzen wijzen naar Sean. Ondertussen wordt rechercheur Tutuola beschuldigd van het inluizen van Sean, dit als wraak voor het verdoezelen van zijn strafblad. Uiteindelijk blijkt hij inderdaad de dader te zijn geweest: door de jarenlange onschuldige opsluiting en mishandeling en verkrachting door medegedetineerden is hij tot zijn eigen afschuw niet in staat zijn eigen impulsen onder controle te houden. Sean is deze keer wel schuldig en krijgt 5 jaar gevangenisstraf opgelegd. |                     |                                  |                        |                   | |
| 3. | Imposter            | Rick Eid Gavin Harris            | Jean de Segonzac       | 5 oktober 2016    | Paula Marshall - Laura Collett Chris Henry Coffey - James Collett Conor Proft - Justin Collett Vincent Curatola - rechter Al Bertuccio Steve Rosen - Guthrie Callie Thorne - Nikki Staines Wallace Langham - Tom Metcalf |
| Het SVU team wordt naar een duister hotel gestuurd wanneer een vrouw per ongeluk een overdosis drugs neemt, zij verklaart later dat zij door een zekere Tom Metcalf werd verkracht. Tom blijkt zich voor te doen als toelatingsdirecteur voor de Hudson University en met deze leugen meerdere moeders, van kinderen die naar de universiteit wilde gaan, misbruikt heeft. Sterker nog, hij gaat hier prat op en schrijft een boek over hoe hij vrouwen op deze manier in bed weet te krijgen. Wanneer Tom aangeklaagd wordt voor verkrachting wordt assistent-officier van justitie Rafael Barba gedwongen om een deal te sluiten met de rechter, dit omdat de rechter geen vertrouwen heeft dat Tom aangeklaagd kan worden. De wet is namelijk wat zij is en het is aan de wetgever om deze eventueel te veranderen, de seks was weliswaar onder valse voorwaarden verkregen maar wel met toestemming. Als Olivia Benson het aan het slachtoffer wil vertellen blijkt haar zoon zelfmoord te hebben gepleegd; niet in staat om te gaan met het feit dat zijn moeder die hem al constant onder druk zette zelfs met een andere man had geslapen om hem in Hudson University te krijgen. |                     |                                  |                        |                   | |
| 4. | Heightened Emotions | Julie Martin Celine C. Robinson  | Alex Chapple           | 12 oktober 2016   | Brit Morgan - Jenna Miller David Alpay - Chad Miller Theo Stockman - Michael Wheeler Hari Dhillon - advocaat Sunil Varma Jason Babinsky - Dave Kaller                                                                    |
| Wanneer een atlete, met een dubbelleven, in dronken toestand bloedend wordt gevonden, verklaart zij aan de politie dat zij verkracht is. Ze bleek stiekem zichzelf te prostitueren en een van haar klanten ging te ver door anale seks op te dringen terwijl ze niet wilde. Het SVU-team gaat op onderzoek uit, maar dit wordt al snel moeilijk als de atlete tekenen vertoont van een geestesziekte. Hier komt ook bij dat haar imago hier onherstelbare schade door oploopt. Wanneer geprovoceerd in de rechtszaal verliest ze alle controle en ontbloot ze haar lichaam. De atlete blijkt aan een bipolaire stoornis te lijden, waardoor haar gedrag (stemmingswisselingen, intens trainen, haar dubbelleven als prostituee) verklaarbaar is. De dader (die meerdere andere vrouwen heeft mishandeld) krijgt zijn straf en de atlete verklaart nu medicijnen te gebruiken en het beste van haar leven te willen maken. Ondertussen wordt Kim, de zus van rechercheur Rollins, vrijgelaten uit de gevangenis. Zij verklaart in positieve zin compleet veranderd te zijn, en zij en Rollins proberen hun relatie weer te verbeteren. |                     |                                  |                        |                   | |
| 5. | Rape Interrupted    | Julie Martin Brianna Yellen      | Michael Pressman       | 26 oktober 2016   | Anthony Edwards - Patrick Griffin Corey Cott - Ellis Griffin Kelly McAndrew - Diane Griffin Anna Osceola - Janie Spears Joseph Lyle Taylor - Mickey D'Angelo                                                             |
| Wanneer Ellis Griffin, de zoon van de voormalige collega Patrick Griffin van brigadier Benson, wordt beschuldigd van verkrachting wordt Benson gedwongen om een moeilijke keuze te maken. Patrick voert druk uit om de zaak te laten vallen en dit veroorzaakt een grote druk in het SVU team, en tussen Benson en Patrick. Uiteindelijk krijgt Ellis er genoeg van door zijn vader te worden gecoacht en bekent de verkrachting, hij was begonnen met vrijen toen ze al bewusteloos was. Hij krijgt 24 maanden celstraf opgelegd. Patrick is woedend omdat hij jaren geleden Benson had ingedekt en nu een wederdienst verwacht, maar Benson kiest voor haar geweten en zegt dat het beter was geweest als Patrick dat niet had gedaan. |                     |                                  |                        |                   | |
| 6. | Broken Rhymes       | Rick Eid Jeffrey Baker           | Adam Bernstein         | 9 november 2016   | Mitchell Edwards - Hype Okieriete Onaodowan - Cash Lewis Will Swenson - Mitch Hampton Rodney Richardson - Logan Blake Jay Klaitz - eigenaar Panda Club Wyclef Jean - Vincent Love                                        |
| Wanneer Eva, een transgender, zeer gewelddadig wordt verkracht met een ijzeren pijp in een openbaar toilet, gaat het SVU team op onderzoek uit. Zij ondervragen hierna een bestuursvoorzitter van een platenlabel die waarschijnlijk een connectie heeft met het misdrijf. Er wordt op het eerste oog ervan uitgegaan dat het misdrijf uit haat plaatsvond, maar dan onthult de belangrijkste verdachte zijn connectie met het slachtoffer. Hij blijkt een relatie met haar te hebben, en als hij hoort dat Eva is overleden slaan bij hem alle stoppen door en wreekt hij zich op de ware dader: een medewerker van het platenlabel. De reden was dat hij een veelbelovende rapper was maar dat in de wereld van de gangsta rap een relatie met een transseksueel funest voor het imago zou zijn; toen Eva zich niet wilde laten omkopen volgde deze mishandeling om haar een lesje te leren. De rapper is nu zelf verdachte en wordt veroordeeld; drie levens verwoest omdat een vrouw die Eva heette 24 jaar eerder geboren was als jongen. |                     |                                  |                        |                   | |
| 7. | Next Chapter        | Rick Eid Gavin Harris            | Fred Berner            | 4 januari 2017    | Chris Bauer - Tom Cole Enid Graham - Linda Cole Annie Monroe - Quinn Berris Zach Appelman - Ryan Engel Ben Cole - Ray Wilson Bret Lada - Jack Price                                                                      |
| Wanneer een vrouw seksueel misbruikt wordt door een gemaskerde man, roept zij de hulp in van het SVU team. Het slachtoffer is ervan overtuigd dat zij aangevallen werd door de man die zij naar de gevangenis heeft gestuurd, voor het stalken van haar. Uiteindelijk blijkt de dader niet de stalker maar de agent die hem oppakte, hij gijzelt de vrouw vervolgens ook nog. De reden was frustratie over het gebrek aan dankbaarheid van de mensen. De zaak wordt dan levensbedreigend, en rechercheur Carisi wordt dan ernstig bedreigd. Ondertussen gaat Ed Tucker met pensioen en is positief over zijn toekomst met brigadier Benson. |                     |                                  |                        |                   | |
| 8. | Chasing Theo        | Julie Martin Robert Brooks Cohen | Jean de Segonzac       | 11 januari 2017   | Rachelle Lefevre - Nadine Lachere Iain Armitage - Theo Lachere Zoe McLellan - dr. Fran Conway Adriana DeGirolami - Gloria Ramirez Sebastian Beacon - Gabriel Norton                                                      |
| Een zesjarige jongen wordt ontvoerd uit zijn slaapkamer terwijl zijn moeder een wild feestje houdt met drugs. Het onderzoek brengt meerdere verdachten naar boven, en de rechercheurs moeten nu diverse locaties en tips onderzoeken. Uiteindelijk blijkt de ontvoerder het Mexicaanse kindermeisje Gloria, dat het kind wil beschermen tegen het wilde leven van haar moeder. Hierop besluiten de moeder en haar ex-vrouw samen meer verantwoordelijkheid voor hun zoontje te nemen. Deze zaak zorgt voor veel stress bij rechercheur Rollins en brigadier Benson, dit omdat zij allebei moeders zijn. Ondertussen verbreekt Benson haar relatie met Ed Tucker, dit na zorgvuldig hierover nagedacht te hebben. |                     |                                  |                        |                   | |
| 9. | Decline and Fall    | Ed Zuckerman Robert Brooks Cohen | Jean de Segonzac       | 18 januari 2017   | Jim True-Frost - Lawrence Hendricks jr. Ian Nelson - Eric Hendricks Sarah Clarke - Cynthia Hendricks Bob Gunton - Lawrence Hendricks sr. Raphael Sbarge - advocaat Harold Timmons Ariane Rinehart - Sarah Morrissey      |
| Een vrouwelijke barkeeper op een feestje van de succesvolle zakenman Lawrence Hendricks raakt aan de praat met een feestganger; de dag erna herinnert ze zich niets meer, is haar broek op de knieën, en doet haar vagina pijn. SVU treft bovendien verdovende middelen in haar bloed aan en sperma in haar vagina; men neemt aan dat ze gedrogeerd en verkracht is. Alles wijst op Eric, de kleinzoon van de zakenman, maar de deze houdt vol dat de seks vrijwillig was. Dan blijkt dat dit inderdaad het geval is maar er sperma is aangetroffen van een tweede man; het is van Lawrence Hendricks zelf. Diens dochter Cynthia probeert hem vervolgens geestelijk onbekwaam te verklaren waardoor hij weliswaar kan worden vrijgesproken maar ook het bedrijf aan haar kwijtraakt. Uiteindelijk blijkt uit de getuigenis van zoon Lawrence jr. dat Lawrence sr. een geschiedenis van het drogeren en verkrachten van vrouwen heeft, inclusief Erics moeder. Hierop breekt Eric en verklaart dat hij inderdaad vrijwillig seks met het meisje had gehad maar dat zijn opa haar vervolgens had gedrogeerd en verkracht. Vervolgens biedt hij zijn excuses aan. De oude man valt woedend uit dat Eric net zo'n zwakkeling is als zijn vader en bezegelt hiermee zijn eigen lot: het is duidelijk dat hij precies wist wat hij deed, hij wordt veroordeeld en raakt zijn bedrijf kwijt. |                     |                                  |                        |                   | |
| 10. | Motherly Love       | Rick Eid Julie Martin            | Mariska Hargitay       | 8 februari 2017   | Sarah Wynter - dr. Nicole Keller Daniel Cosgrove - dr. Daniel Keller Aaron Sanders - Luke Keller Jason Bowen - rechercheur Marcus Perry Benton Greene - Charles Franklin Chantal Jean-Pierre - Regina Franklin           |
| Wanneer de 15jarige Luke een moord pleegt gaat het SVU team op onderzoek uit. Het blijkt dat het slachtoffer de beste vriend was van de tiener, en dat hij geloofde dat het slachtoffer zijn moeder verkrachtte. De zaak blijkt op het eerste oog zeer simpel te zijn, maar dan blijkt de moeder schuldig te zijn aan manipulatie en vervalsing. De moeder bleek een seksuele relatie met de 15jarige vriend te zijn aangegaan en al eerder jonge jongens seksueel te hebben benaderd. Haar ex-man, de vader van Luke, is psychiater, en diagnosticeert zijn ex als maligne narcissist. Wanneer de moeder het proces dreigt te verliezen probeert ze haar verklaring te wijzigen en te zeggen dat ze wel degelijk een seksuele relatie met de vriend had en dat haar zoon hem moedwillig had doodgeschoten omdat hij jaloers was. Luke is diep geschokt en getuigt tegen zijn moeder en ontkent dit. Wanneer de veroordeling niet kan worden afgewend stort de moeder in en roept ze dat ze altijd Luke's moeder zal zijn ondanks wat hij haar heeft aangedaan. Diep geschokt verlaten Luke en zijn vader met de rechercheurs de rechtszaal. |                     |                                  |                        |                   | |
| 11. | Great Expectations  | Kevin Fox Brendan Feeney         | Martha Mitchell        | 15 februari 2017  | Brent Sexton - Jim Turner Amy Spanger - Helen Turner Lincoln Melcher - Kyle Turner Benjamin Cook - Adam Turner Gia Crovatin - Samantha Chapman Brian Hutchison - Frank Wilson Erika Rolfsrud - Linda Wilson              |
| Wanneer Jack, een dertienjarige jongen, seksueel wordt misbruikt in een kleedkamer gaat het SVU team op onderzoek uit. Jack blijkt gesodomiseerd met een ijshockeystick, en het team onderzoekt dan de spelers van het hockeyteam. Het blijkt dat een vriend en teamlid, Kyle, hem met hulp van twee andere jongen deze mishandeling toediende als straf voor het missen van een doelpunt. Het publiek schreeuwt om vergelding en het OM staat onder druk Kyle als volwassene te laten berechten, vooral als Jack aan complicaties van zijn rectale verwondingen overlijdt. Al snel wordt vermoed dat de vader van Kyle hem mishandelt en hiertoe heeft aangezet. Dit kan een strafvermindering voor Kyle betekenen, maar de familie weigert aanvankelijk de vader te laten vallen. Uiteindelijk krijgt de politie de zaak rond als de oudere broer Adam en vervolgens Kyle en zijn moeder de vader laten vallen en bekennen. De vader wordt opgesloten en kan zijn zoons geen kwaad meer doen, nog net op tijd voor jongere broer Mark maar helaas te laat voor de getraumatiseerde Adam, Kyle die naar de jeugdgevangenis moet, en de overleden Jack. |                     |                                  |                        |                   | |
| 12. | No Surrender        | Gavin Harris Kinan Copen         | Stephanie A. Marquardt | 22 februari 2017  | Sarah Booth - Beth Williams Ryan Metcalf - Mickey Reid Joe Holt - majoor Robert Dantley Franky G - Jose Marquez Brian Charles Johnson - George 'G-Man' Fortino                                                           |
| Wanneer een legerkapitein wordt aangevallen en verkracht gaat het SVU team op onderzoek uit. Het slachtoffer blijkt de eerste vrouwelijke Ranger te zijn en door het leger te worden ingezet voor een promotiecampagne. Vandaar dat ze liever niet wil dat de dader wordt vervolgd en dat een en ander uitlekt, want ze is bang dat dit aan haar imago van stoere vrouwelijke soldaat afdoet. De politie gaat een aantal aanwijzingen na maar het blijken dode sporen. Dan wordt de kapitein betrapt op het in elkaar slaan van de dader; het is haar eigen verloofde die niet kon verkroppen dat ze stoerder en succesvoller was dan hij en de verloving verbrak. Benson overtuigt haar dat dit niet de manier is; ze zou juist openlijk moeten opkomen voor het feit dat ze verkracht is en de rechtszaal moeten getuigen als voorbeeld voor alle andere slachtoffers, in plaats van voor eigen rechter spelen. Uiteindelijk doet ze dit. A Ranger leads the way. |                     |                                  |                        |                   | |
| 13. | Genes               | Rick Eid Céline C. Robinson      | Michael Pressman       | 22 maart 2017     | Dalton Harrod - Will Stein Michael Torpey - Nick Brown Emily Shaffer - Jessica Walcott Alex Hurt - Sam Dalton |
| Een vrouw komt bij de SVU aangifte doen van verkrachting door een man. Wanneer de SVU de man arresteren verklaart hij dat hij het niet kan helpen dat hij haar verkracht heeft, dit omdat het in zijn genen zit. De man biedt in ruil voor een deal een serieverkrachter aan te geven; ze blijken elkaar te kennen uit een soort AA-achtige groep voor mannen met (vermeende) genetische aanleg of neiging tot verkrachting. Alles wat gezegd is in deze groep is niet toelaatbaar omdat het onder het biechtgeheim valt, maar een van de leden bekent dat de serieverkrachter buiten de groep vol trots heeft opgeschept over zijn daden. Zijn getuigenis is naast die van de vrouwen echter cruciaal en draait bijna in de soep als hij zelfmoord wil plegen, overmand door schuldgevoelens over zijn genetische aanleg. Benson weet hem te overtuigen geen zelfmoord te plegen en te getuigen met de mededeling dat er niet zoiets is als een verkrachtersgen. Deze zaak zorgt ervoor dat Benson na gaat denken over haar moeder die verkracht werd, en de vader van Noah. Zij maakt zich nu zorgen of Noah in de voetstappen van zijn vader gaat treden. |                     |                                  |                        |                   | |
| 14. | Net Worth           | Rick Eid Jeffrey Baker           | Alex Chapple           | 29 maart 2017     | Missy Peregrym - Zoe White Jordan Bridges - Roger Littrell Will Brill - Harry Ingram Kevin O'Rourke - Dan Hewitt Tate Donovan - Eli Colton                                                                               |
| Een van de vooraanstaande en bekendste investeringsbankier van New York beschuldigt een van haar rijke klanten van verkrachting. SVU wordt op de zaak gezet en moet dit met zeer veel discretie uitvoeren, dit omdat het slachtoffer als de verdachte beide zeer veel invloed hebben en de carrières van het SVU personeel kan vernietigen. De rijke klant, die al een reputatie van womanizer had, zet hard in op een lastercampagne jegens het slachtoffer, en de zaak wordt al snel zeer gecompliceerd wanneer er smeergeld wordt aangeboden; de klant regelt een betere baan in ruil voor haar stilzwijgen. Ook haar supervisor blijkt te hebben geprobeerd de zaak in de doofpot te stoppen omdat de klant zo belangrijk is, waarop de werkgever hem ontslaat. Het slachtoffer besluit uiteindelijk toch te getuigen, uit solidariteit met andere vrouwen die zijn verkracht en afgekocht. |                     |                                  |                        |                   | |
| 15. | Know It All         | Ed Zuckerman Kevin Fox           | Jonathan Herron        | 5 april 2017      | Jason Bowen - rechercheur Marcus Perry Chris Diamantopoulos - David Willard Megan Murphy - Laura Knowles Meredith Travers - Jennifer Knowles Bill Dawes - Alex Ryan                                                      |
| Het SVU team arresteert een verdachte van een verkrachting en moord op Jennifer Knowles, een medewerkster bij een bedrijf dat een controversiële spy-app produceert. De baas en ex is verdachte omdat de zus, Laura, aangeeft dat Jennifer de relatie wilde verbreken vanwege zijn jaloerse en controlerende gedrag, waarbij hij zelfs zijn eigen software misbruikt. Maar de zaak komt al snel in gevaar wanneer de verdachte dreigt met het openbaren van interne geheimen van de SVU wanneer de aanklacht tegen hem niet komt te vervallen. De geheimen veroorzaakt enorme spanningen binnen de SVU, en Barba onthult een geheim dat zijn carrière kan kosten. Uiteindelijk biecht Barba het aan zijn meerdere op en ontdekt het team dat Jennifer met haar TV ook een opname heeft gemaakt waarvan haar ex geen weet had; hieruit blijkt dat de ex Jennifer onbedoeld had doodgeslagen, waarna hij de moord als verkrachting probeerde te camoufleren en in de schoenen van een serieverkrachter trachtte te schuiven (wiens MO hij had gehackt van de politiecomputers). |                     |                                  |                        |                   | |
| 16. | The Newsroom        | Warren Leight Julie Martin       | JoJono Oliver          | 26 april 2017     | Christopher McDonald - Harold Coyle Bonnie Somerville - Heidi Sorenson Mark Moses - George Thanos Peyton List - Margery Evans                                                                                            |
| In een reportage met Olivia Benson over seksuele intimidatie op het werk, schiet de presentatrice uit haar slof. Nadien bekent ze dat haar baas haar heeft verkracht. Tijdens het onderzoek ontdekt het team dat de baas er een gewoonte van maakte vrouwelijke werkneemsters te betasten of te verkrachten, er zijn vier andere slachtoffers. Er zijn alleen twee problemen: de zaken zijn verjaard of het slachtoffer heeft zelfmoord gepleegd, en eventuele getuigen hun baan op het spel zetten als zij vertellen wat er werkelijk gebeurd is. Uit angst hun baan te verliezen of het krijgen van een slechte naam zijn zij echter terughoudend met eventueel te getuigen. Nu de zaak dreigt vast te lopen moeten Barba en het SVU team alles uit de kast halen om de verdachte toch aan te klagen. Uiteindelijk komt de zaak rond door een riskante actie van een andere presentatrice die aanvankelijk haar baas in bescherming nam: ze gaat met een verborgen camera naar hem toe en tot haar eigen verbazing begint de baas seksuele avances naar haar te maken. De presentatrice gaat met de opnames naar de politie en dit betekent de ondergang van haar baas. |                     |                                  |                        |                   | |
| 17. | Real Fake News      | Ed Zuckerman                     | Martha Mitchell        | 3 mei 2017        | Patch Darragh - Ron Duca Kevin Carolan - Ronald Fleming Tabitha Holbert - Rose Caliay Steve Park - Eugene Lee James Waterston - congreslid Luke Bolton                                                                   |
| Het SVU wordt tijdens een onderzoek door een congreslid gevraagd nepnieuws te ontzenuwen dat hij in een Chinees restaurant jonge meisjes zou misbruiken die er als seksslaven werden gehouden. De eigenaar van de website slaat terug en laat een hacker kinderporno en e-mail van en naar een pedofielennetwerk bij de senator op de computer planten om hem te incrimineren. Het wordt dan zeer persoonlijk voor Benson en Rollins als zij het doelwit worden van een gevaarlijke website, waar foto's worden getoond van hun kinderen met daarbij valse beschuldigingen naar hen. Zij worden woedend op deze feiten en proberen dan uit alle macht de website uit de lucht te halen, en de verantwoordelijke voor deze website op te pakken. De rechercheurs arresteren de hacker, en die bekent dat hij via een bezoeker van de nepnieuwssite aan deze informatie over dit netwerk kwam, zodoende komt het SVU team op het spoor van iets groters. De bezoeker blijkt regelmatig een pooier te betalen voor het misbruiken van jonge meisjes. Hij wordt vervolgens opgepakt en onder druk gezet om een jong meisje te bestellen zodat ze via haar het netwerk kunnen oprollen en de rest van de seksslavinnen, Centraal-Amerikaanse illegale immigrantes, kunnen bevrijden. De eigenaar van de website krijgt te horen dat als hij zijn valse berichten niet rectificeert, de politie er alles aan zal doen om hem aan het misbruiknetwerk te linken. Helaas is er geen happy end: het congreslid was met zijn dochtertje in het Chinese restaurant gaan eten om de eigenaar, die eveneens last van het nepnieuws had, een hart onder de riem te steken en is hier doodgeschoten door een lezer van de nepnieuwssite, voor de ogen van zijn dochter die de dader voor een misbruikt kind aanzag. Deze aflevering is gebaseerd op Pizzagate. |                     |                                  |                        |                   | |
| 18. | Spellbound          | Gavin Harris Kinan Copen         | Jean de Segonzac       | 10 mei 2017       | Kristen Hager - Abby Clarke John Ellison Conlee - Jack Roe Stuart Townsend - Declan Trask |
| Het SVU team onderzoekt de motieven en de carrière van een charismatische spirituele genezer, wanneer een man beschuldigingen naar hem uit over seksueel misbruik door hem bij zijn vriendin. Aangezien de vrouw een loom en zwaar gevoel had maar negatief test voor drugs, wordt vermoedt dat het misbruik zou gebeurd zijn tijdens hypnose sessies die hij bij haar uitvoerde. Aanvankelijk wordt dit met een korrel zout genomen tot een andere vrouw eerder aangifte had gedaan en precies hetzelfde scenario meldt. Wat verder tegen de verdachte pleit, is dat hij in een verslavingskliniek van een therapeut hypnose leerde toepassen, en impliciet toegeeft dat 'hypnose soms tot seks leidt'. De verdachte kan echter een opname aantonen waarop het slachtoffer expliciet instemt met seks, hoewel ze zich dit zelf niet kan herinneren. Justitie moet nu aannemelijk maken dat hypnose een MO voor verkrachting kan zijn. Uiteindelijk wordt de therapeut veroordeeld maar niet op hard bewijs. |                     |                                  |                        |                   | |
| 19. | Conversion          | Kevin Fox Brendan Feeney         | Alex Chapple           | 17 mei 2017       | Kip Pardue - eerwaarde Gary Langham Michael Kostroff - Evan Braun Casey Cott - Lucas Hull Jessie Carter - Ann Davenport Orlagh Cassidy - Cheryl Davenport Zachary Knower - Paul Davenport                                |
| Een kerkgroep uit Indiana is op bezoek in New York, en een groepslid doet aangifte van verkrachting door een medelid. Als de mogelijke verkrachter wordt gevonden beweert hij dat hij dit gedaan heeft om het meisje te genezen van haar homoseksualiteit, en het redden van haar ziel, een 'helende geslachtsgemeenschap' (feitelijk een correctieve verkrachting). Het genootschap beroept zich op vrijheid van religie, zij geloven dat homoseksuele verlangens influisteringen van de duivel zijn. Aan het einde van het onderzoek ontdekt het SVU team dat de dader een geheim met zich meedraagt: hij blijkt zelf homoseksueel en aangezet door de dominee om het meisje te verkrachten om zo beiden 'gered' te worden. Het team ziet de dominee nu als hoofdschuldige en zet hard in; de dominee bekent dat hij inderdaad de jongen had aangezet om seks met het meisje te hebben om beiden te 'genezen'. De dominee gelooft dat hij hier goed aan heeft gedaan en ondergaat zijn straf. Ook de jongen moet een korte gevangenisstraf uitzitten, en het meisje bezoekt hem en vergeeft hem. |                     |                                  |                        |                   | |
| 20. | American Dream      | Rick Eid Julie Martin            | Jean de Segonzac       | 24 mei 2017       | Poorna Jagannathan - Maya Samra Melanie Chandra - Lela Samra Kirk Acevedo - rechercheur Ray Lopez Emma Myles - Carleen Jenkins Tyler Elliot Burke - Mitch Jenkins Matthew Rauch - Jay Cochran                            |
| Een restaurant van de Samra's, een Syrische moslimfamilie, wordt aangevallen door gemaskerde mannen, resulterend in twee doden en twee verkrachtingen. Dit wordt al snel gekoppeld aan een haatmisdrijf. Ze weten via een getuige een van de mannen te identificeren; Hector Ramirez, een ontslagen werknemer uit het restaurant. Zijn vrouw bevestigt echter zijn alibi. De zaak wordt dan zeer gecompliceerd als de hoofdgetuige van dit misdrijf plotseling en onverwachts naar zijn thuisland wordt gedeporteerd. Dit zorgt ervoor dat Barba geen andere keus heeft dan de aanklacht tegen de dader te laten vallen, wat voor enorme spanningen, woede en geweld zorgt tussen Hispanics en moslims. |                     |                                  |                        |                   | |
| 21. | Sanctuary           | Rick Eid Julie Martin            | Michael Pressman       | 24 mei 2017       | Massiel Mordan - Soledad Ramirez Tyler Elliot Burke - Mitch Jenkins Henry Gagliardi - Tyler Jenkins Emma Myles Carleen Jenkins Melanie Chandra - Lela Samra EmMack Kuhr - Kanann Samra                                   |
| Het SVU-team zet zijn onderzoek voort naar het haatmisdrijf op het restaurant van de moslimfamilie, waar twee mensen de dood vonden. De spanningen lopen op en Ramirez wordt gegijzeld door twee Syriërs, waarop de politie er een moet doodschieten. De politie zet Ramirez en zijn vrouw onder zware druk en uiteindelijk bekent Ramirez en geeft hij toe dat hij gefrustreerd over zijn ontslag had zitten drinken en aan de praat was gekomen met twee bargasten die hem het idee aanpraatten met zijn drieën de Samra's een lesje te leren. Hoewel het Ramirez slechts om wraak en geld was gegaan draaiden zijn maten door toen meneer Samra zich verzette, resulterend in de dubbele moord en verkrachting. Wederom hebben de hoofdverdachten, WASPs, een alibi maar ze laten duidelijk merken hoe ze over zowel Hispanics als moslims denken. Ramirez zelf wordt doodgeschoten door een verwarde blanke rechts-extremist en de politie raakt in bewijsnood. Uiteindelijk volgt een doorbraak als de vrouw van een van de verdachten de pijn van mevrouw Samra ziet en zich realiseert dat zij zelf wellicht het volgende slachtoffer van haar gewelddadige echtgenoot kan zijn. Ze weigert diens alibi te bevestigen en de daders krijgen hun verdiende straf. Net als het SVU team zich opmaakt om naar huis te gaan krijgt Benson een telefoontje: een aanslag met een brandbom op een moskee; vijf doden. |                     |                                  |                        |                   | |